# Папирий Фабиан
Папи́рий Фабиа́н (лат. Papirius Fabianus; I век до н. э.) — древнеримский ритор (преподаватель ораторского искусства), философ-эклектик. Ученик Рубеллия Бланда и Квинта Секстия.

## Биография
Фабиан, являясь преподавателем красноречия, написал много философских трактатов, которые Луций Анней Сенека-младший ставит на одну доску с произведениями Цицерона и Азиния Поллиона, и одно сочинение по естествознанию, о котором упоминает Плиний Старший.
Был одним из учителей Сенеки Младшего. Много цитат из трудов Фабиана встречается у Сенеки в его «Controversiae» и «Suasoriae». В «О краткости жизни» Сенека говорит о нём, что он был «философом по призванию, а не декламатором с кафедры».